# Тъскалуса (окръг)
Окръг Тъскалуса (на английски: Tuscaloosa County) е окръг в щата Алабама, Съединени американски щати. Площта му е 3499 km², а населението – 202 471 души (2016). Административен център е град Тъскалуса.